# Брукс, Елена
Елена Брукс (серб. Јелена Брукс; до замужества Милованович (серб. Миловановић); род. 28 апреля 1989, Крагуевац, Шумадия, Сербия) — сербская профессиональная баскетболистка, выступала в женской национальной баскетбольной ассоциации за команду «Вашингтон Мистикс», которой она была выбрана на драфте ВНБА 2009 года во втором раунде под общим двадцать четвёртым номером. Играет на позиции тяжёлого форварда. В настоящее же время защищает цвета венгерского клуба «Уника Шопрон».
В составе национальной сборной Сербии завоевала бронзовые медали летних Олимпийских игр в Рио-де-Жанейро и принимала участие в Олимпийских играх 2020 года в Токио, кроме этого стала победительницей чемпионата Европы 2015 года в Венгрии и Румынии и чемпионата Европы 2021 года в Испании и Франции и выиграла бронзовые медали чемпионата Европы 2019 года в Сербии и Латвии, также принимала участие на чемпионате мира 2014 года в Турции и чемпионатах Европы 2009 года в Латвии, 2013 года во Франции и 2017 года в Чехии.

## Ранние годы
Елена Милованович родилась 28 апреля 1989 года в городе Крагуевац (округ Шумадия), дочь Любицы Милованович, у неё есть брат, Ненад, работающий баскетбольным тренером.